# Kent Group
Il Kent Group è un arcipelago di sei isole nello stretto di Bass, in Tasmania (Australia). Fa parte del Kent Group National Park.

## Geografia
Il Kent Group è situato a sud-est del promontorio Wilsons, il punto più meridionale dell'Australia, tra quest'ultimo e Flinders Island. Si trova a sud-est di Rodondo Island e del Hogan Group. Le isole hanno una superficie totale di 23,74 km² mentre la riserva marina del parco nazionale che circonda le isole copre 290 km².

## Isole
Fanno parte del Kent Group: 
- Deal Island, l'isola maggiore.
- Erith Island, la seconda per grandezza, ha un'area di 3,23 km² 39°26′24″S 147°17′24″E.
- Dover Island, la terza in ordine di grandezza, ha un'area di 2,95 km² 39°26′51″S 147°17′33″E.
- North East Isle, ha un'area di 0,32 km² e un'altezza di 125 m 39°26′40″S 147°22′42″E.
- South West Isle, ha un'area di 0,19 km² e un'altezza di 120 m 39°31′19″S 147°07′42″E.
- Judgement Rocks, ha un'area di 0,039 km² 39°30′28″S 147°07′31″E.

Le isole dei gruppi Kent, Hogan e Furneaux facevano parte di un ponte terrestre che collegava la Tasmania all'Australia continentale fino alla fine del Pleistocene.

## Toponimo
Le isole furono chiamate Kent's Group da Matthew Flinders, in onore del suo amico il capitano William Kent, allora comandante della HMS Supply.